# Sven-Erik Nolinge
Sven-Erik Nolinge   (4 de febrer de 1923 - Suècia, 19 de novembre de 1995) fou un atleta suec, especialista en els 400 metres llisos, que va competir durant la dècada de 1940.
En el seu palmarès destaca una medalla de bronze en els 4x400 metres relleus del Campionat d'Europa d'atletisme de 1946, formant equip amb Folke Alnevik, Stig Lindgård i Tore Sten. El 1946 guanyà el campionat nacional dels 400 metres.

## Millors marques
- 400 metres. 48.5" (1946)
- 800 metres. 1' 52.6" (1949)[4]